# Stokely Mason
Stokely Mason (ur. 24 października 1975 w Baratarii) – trynidadzko-tobagijski piłkarz występujący na pozycji pomocnika.

## Kariera
Wraz z zespołem Joe Public FC zdobył mistrzostwo Trynidadu i Tobago (1998) oraz puchar tego kraju (2001).
W reprezentacji Trynidadu i Tobago zadebiutował 23 czerwca 1996 w wygranym 8:0 meczu el. do MŚ 1998 z Dominikaną, a 11 czerwca 1999 w wygranym 6:1 pojedynku Pucharu Karaibów z Haiti strzelił swojego pierwszego gola w kadrze. Trzykrotnie wziął udział w Złotym Pucharze CONCACAF (w edycjach: 1998, 2000 oraz 2002). Od 1996 do 2004 w drużynie narodowej rozegrał 61 spotkań i zdobył trzy bramki.

### Występy na Złotym Pucharze CONCACAF
| #  | Rozgrywki                  | Data       | Przeciwnik | Wynik | Wynik reprezentacji |
| -- | -------------------------- | ---------- | ---------- | ----- | ------------------- |
| 1. | Złoty Puchar CONCACAF 1998 | 01.02.1998 | Honduras   | 3:1   | faza grupowa        |
| 2. | Złoty Puchar CONCACAF 1998 | 04.02.1998 | Meksyk     | 2:4   | faza grupowa        |
| 3. | Złoty Puchar CONCACAF 2000 | 13.02.2000 | Meksyk     | 0:4   | półfinał            |
| 4. | Złoty Puchar CONCACAF 2000 | 15.02.2000 | Gwatemala  | 4:2   | półfinał            |
| 5. | Złoty Puchar CONCACAF 2000 | 20.02.2000 | Kostaryka  | 2:1   | półfinał            |
| 6. | Złoty Puchar CONCACAF 2000 | 24.02.2000 | Kanada     | 0:1   | półfinał            |
| 7. | Złoty Puchar CONCACAF 2002 | 20.01.2002 | Kostaryka  | 1:1   | faza grupowa        |
| 8. | Złoty Puchar CONCACAF 2002 | 22.01.2002 | Martynika  | 0:1   | faza grupowa        |